# Bạch Long Vĩ (bán đảo)

Bản đồ địa hình khu vực bán đảo Bạch Long Vĩ - bán đảo Trà Cổ.

Bạch Long Vĩ (chữ Hánː 白龍尾 hay 白竜尾, nghĩa: đuôi rồng trắng) là tên gọi Việt Nam của một bán đảo dạng mũi đất ở bờ biển phía bắc vịnh Bắc Bộ nhô ra vịnh này, vốn khoảng trước thế kỷ XX thuộc lãnh thổ Việt Nam và từng là vùng tận cùng, kề cửa sông An Nam Giang là biên giới đất liền và biển đảo nước Việt Nam theo hướng đông bắc giáp với tỉnh Quảng Châu nước Trung Hoa. Bán đảo Bạch Long Vĩ có hình dạng thuôn dài, to ở phía đông bắc phía đất liền, chạy dài nhỏ dần theo hướng Bắc Đông Băc-Nam Tây Nam theo góc phương vị so với đường kinh tuyến khoảng 30°-45°, hơi cong vồng về phía đông, như hình ngà voi, với điểm mũi đất cực nam của bán đảo có tọa độ địa lý là (21°29'57.49" vĩ độ bắc, 108°13'3.40" kinh độ đông). Trong các bản đổ cổ của phương Tây từ thế kỷ XIX trở về trước, có vẽ về khu vực vịnh Bắc Bộ, thì bán đảo Bạch Long Vĩ có tên là Cap Pak-lung, với "cap" là mũi đất và "Pak-lung" là phiên âm La-tin của từ Bạch Long. Bán đảo Bạch Long Vĩ ngày nay nằm sâu trong lãnh thổ Trung Quốc với tên gọi là Bạch Long bán đảo (白龍半島). Mũi Bạch Long Vĩ nay thuộc địa bàn hương Giang Sơn (江山鄕) quận Phòng Thành thành phố Phòng Thành Cảng tỉnh Quảng Tây Trung Quốc.

## Tên gọi và Truyền thuyết

Bán đảo Bạch Long Vĩ (白龍尾) trong một bản đồ cổ của Việt Nam thế kỷ XIX là Việt Nam toàn cảnh dư đồ (越南全境輿圖). Vị trí Bán đảo nằm ở cực đông bắc tỉnh Quảng Yên nhà Nguyễn (廣安省), trên vùng biên giới đất liền với Khâm Châu tỉnh Quảng Đông nhà Thanh Trung Quốc.

Bạch Long Vĩ (白竜尾) trong bản đồ Đại Việt quốc tổng lãm đồ (大越國總覽圖) thời nhà Lê-Trịnh.

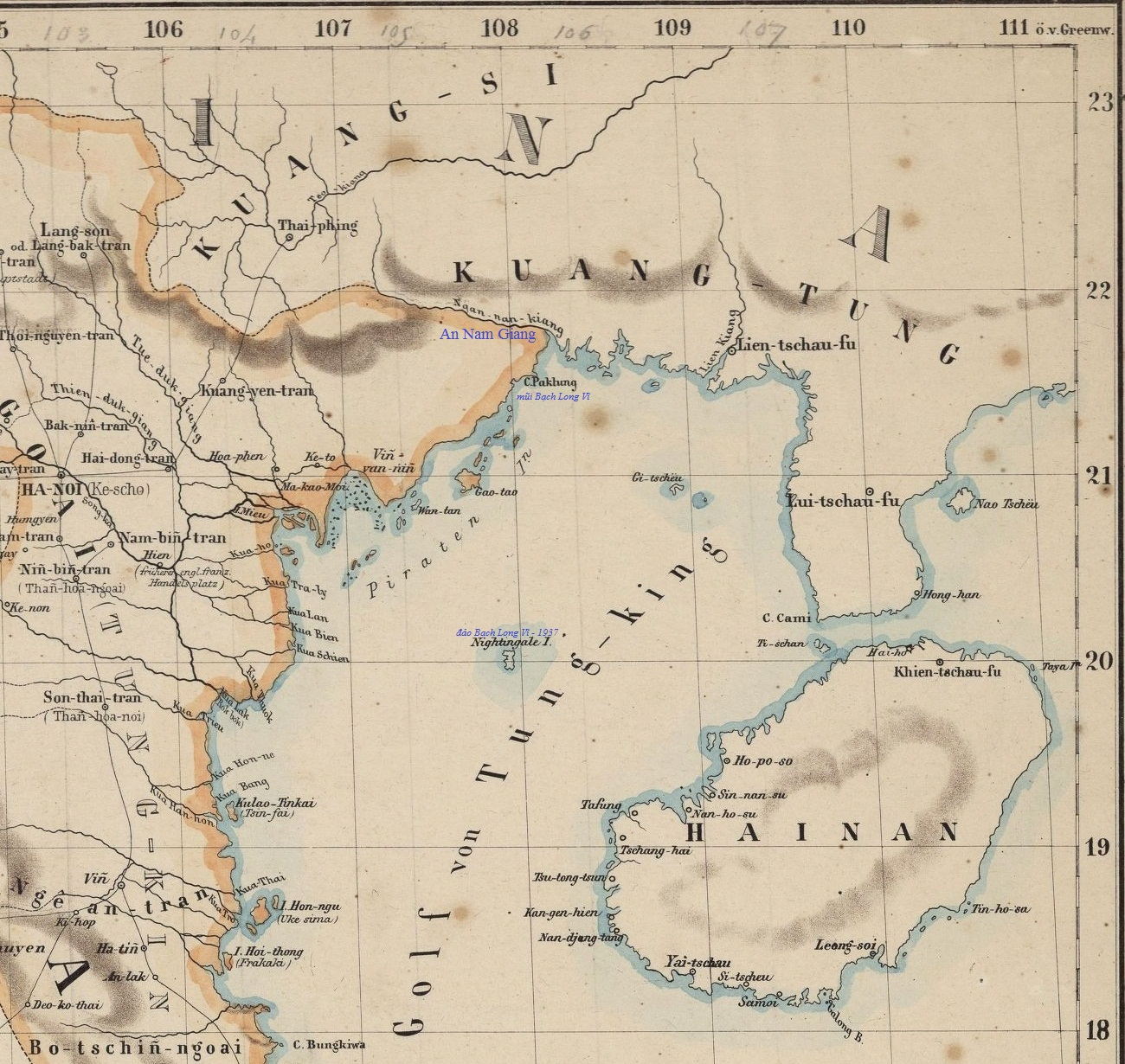
Bản đồ Đông Bắc Việt Nam năm 1867 với sông An Nam Giang làm biên giới Việt Nam-Trung Quốc cùng vị trí mũi Bạch Long Vĩ xưa (ở cửa sông An Nam Giang) và đảo Bạch Long Vĩ ngày nay (ở giữa vịnh Bắc Bộ).

Do có hình dạng mũi đất chạy thuôn dài như đuôi động vật nên người Việt xưa, theo cách giống như việc đặt tên cho các thực thể địa lý ven bờ vịnh Bắc Bộ khác nhưː Hạ Long, Bái Tử Long,..., đã gắn tên gọi mũi đất này là "đuôi rồng trắng" (một loài vật huyền thoại, là biểu tượng linh vật của người Việt và một số dân tộc Á đông). Tên gọi Bạch Long Vĩ của bán đảo này có lịch sử lâu đời hơn tên gọi của đảo cùng tên nằm ở giữa vịnh Bắc Bộ là đảo Bạch Long Vĩ, mới được đặt vào năm 1937 (thế kỷ XX). Trong các bản đồ cổ của phương Tây từ thế kỷ XIX về trước thì đảo Bạch Long Vĩ ngày nay lại có tên là Nightingale Island (đảo chim dạ oanh), còn tên Việt Nam xưa là đảo Vô Thủy. Một số truyền thuyết cho rằng khi người Việt mới lập nước đã bị giặc ngoại xâm, Ngọc Hoàng sai Rồng Mẹ mang theo một đàn Rồng Con xuống hạ giới giúp người Việt đánh giặc. Thuyền giặc từ ngoài biển ào ạt tiến vào bờ vừa lúc đàn Rồng tới hạ giới. Đàn Rồng lập tức phun ra lửa thiêu cháy thuyền giặc, một phần nhả Châu Ngọc dựng thành bức tường đá sừng sững làm cho thuyền giặc đâm phải mà vỡ tan, chặn đứng bước tiến của ngoại bang. Sau khi giặc tan, thấy cảnh mặt đất thanh bình, cây cối tươi tốt, con người nơi đây lại cần cù, chịu khó, đoàn kết giúp đỡ nhau, Rồng Mẹ và Rồng Con không trở về trời mà ở lại hạ giới, nơi vừa diễn ra trận chiến để muôn đời bảo vệ con dân Đại Việt. Vị trí Rồng Mẹ đáp xuống là Hạ Long; nơi Rồng Con đáp xuống là Bái Tử Long và nơi đuôi đàn rồng quẫy nước trắng xoá là Bạch Long Vĩ.

## Mô tả địa lý bán đảo Bạch Long Vĩ trong các sách dư địa chí cổ Việt Nam

Đại Nam toàn đồ (大南全圖) vẽ năm 1838 triều Minh Mệnh. Góc tay phải phía dưới có ghi vị trí của Bạch Long Vĩ (白龍尾) đông bắc châu Vân Đồn (雲屯州) và châu Vạn Ninh (萬寧州), giáp với Thanh Quốc địa giới (清國地界))

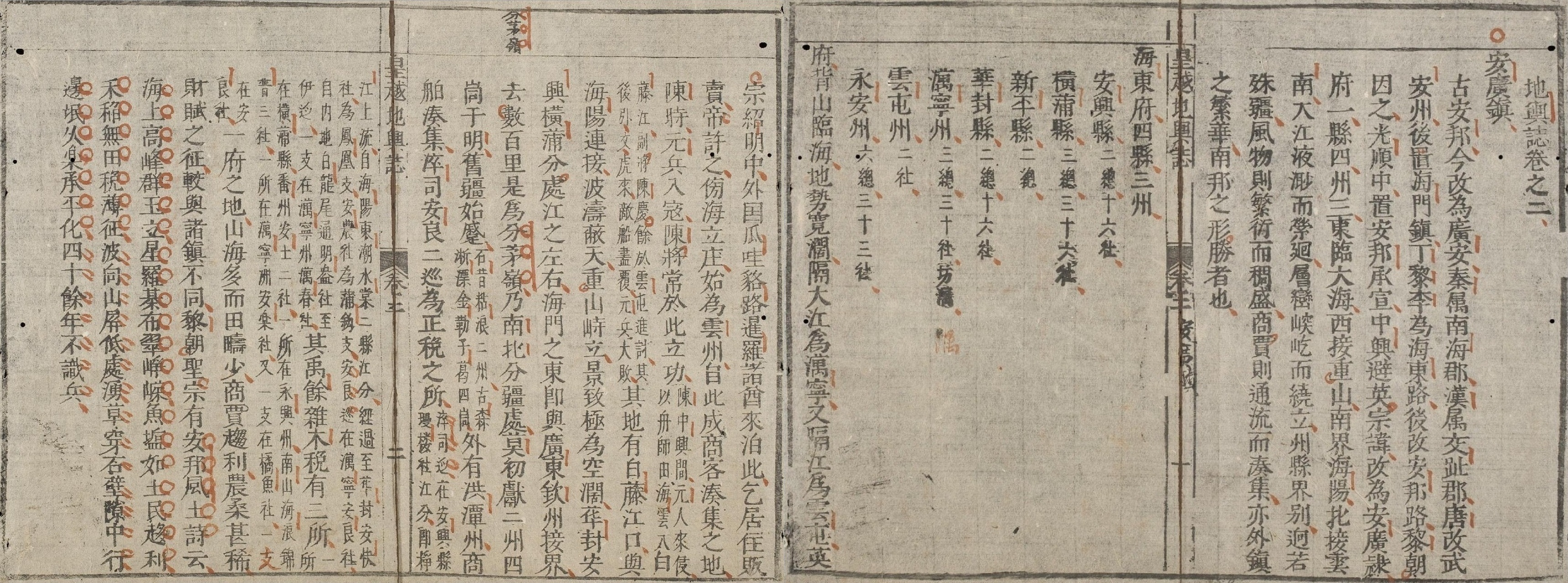
Hoàng Việt địa dư chí của Phan Huy Chú soạn đầu thế kỷ XIX, có phần viết vê trấn An Quảng (tiền thân của tỉnh Quảng Yên) có đề cập tới Bạch Long Vĩ (白龍尾).

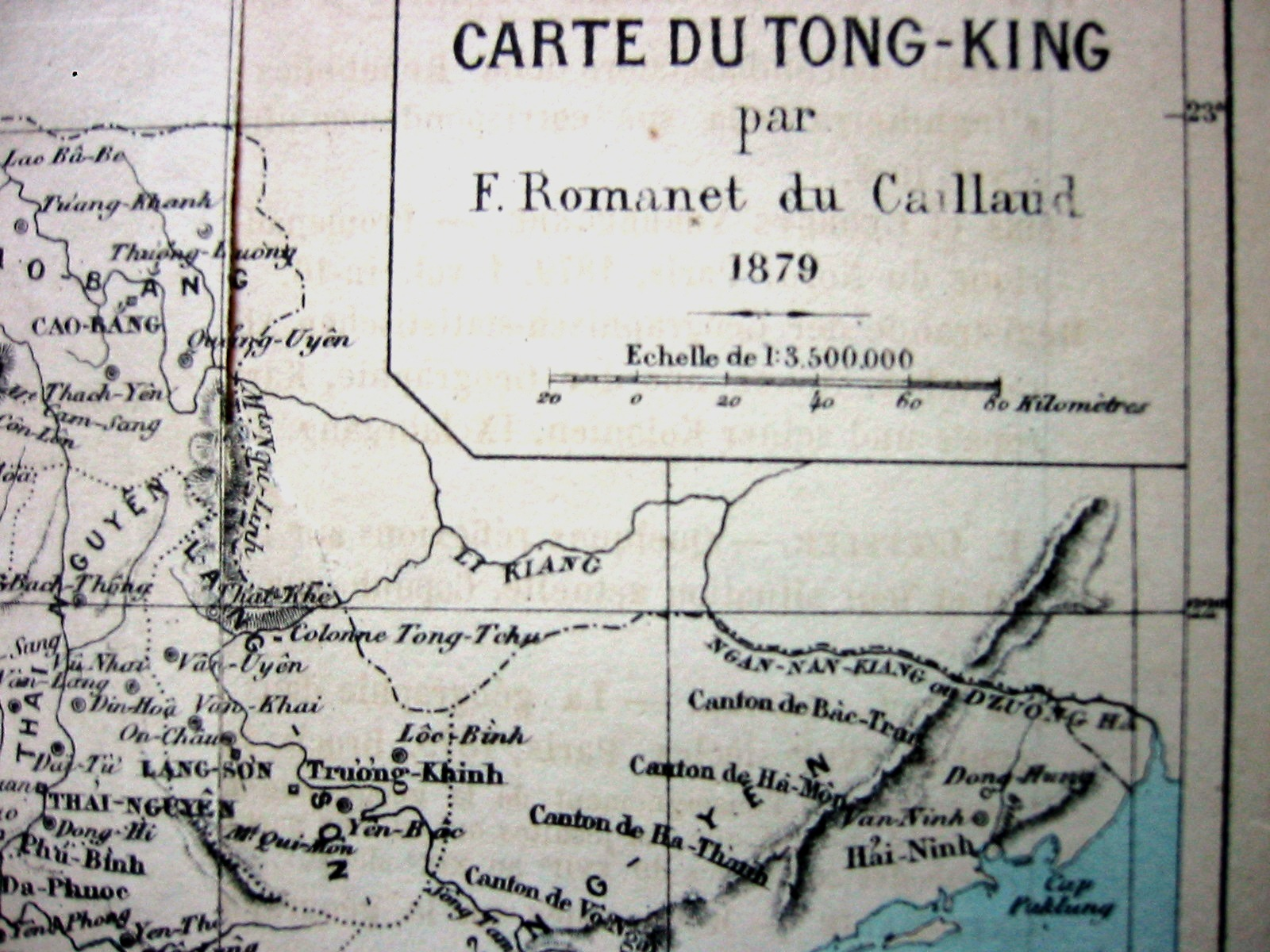
Bản đồ địa giới Bắc Kỳ năm 1879, tức tám năm trước Công ước Pháp Thanh lấy sông Dương Hà (sông An Nam Giang) phía đông bắc của Cap Pak-lung, làm biên giới giữa tỉnh Quảng Yên và tỉnh Quảng Đông

Đại Nam nhất thống chí chép rằngː "Châu Vạn Ninh (phủ Hải Ninh tỉnh Quảng Yên)ː đông tây cách nhau 149 dặm, nam bắc cách nhau 21 dặm, phía đông đến núi Bạch Long Vĩ giáp địa phận Khâm Châu nước Thanh (khoảng cách từ châu tới biên giới với Khâm Châu là) 70 dăm, phía tây đến địa giới châu Tiên Yên 79 dặm, phía nam đến biển 18 dặm, phía bắc đến địa giới châu Thượng Tư nước Thanh (khoảng cách từ châu tới biên giới với Thượng Tư là) 3 dặm."
"Đảo Bạch Long Vĩ ở cách châu Vạn Ninh 69 dặm về phía đông. An Nam chí chépː đầu giữ vách đá, đuôi chặn biển, thuyền bè đi lại phần nhiều bị sóng gió ngăn trở. Gần đấy khoảng 1 dặm có kênh Phật Đào (hay Tiên Đào), liền địa giới Khâm Châu. Tương truyền trước có người muốn đào để thông đường (thủy) châu Giao và châu Quảng, công việc nửa chừng thì bỏ. Nhà Minh đặt ty Tuần kiểm, lại đặt trạm nhỏ."
"Sông Thác Đầm ở xã An Lương phía đông châu, nguồn từ động Tư Lặc (思勒) nước Thanh chảy vào cầu Thiên Nam xã An Lương thuộc địa giới châu, chảy về phía đông ven theo địa giới nước Thanh 7 dặm, chia làm 2 chiː một chi chảy về nam 1 dặm, một chi chảy về nam theo phía tây núi Bạch Long Vĩ dài 11 dặm đổ ra biển."
Các sách Lịch triều hiến chương loại chí, Hoàng Việt địa dư chí của Phan Huy Chú viếtː "Phía đông (phủ Hải Đông), có cửa biển giáp giới với châu Khâm tỉnh Quảng Đông. Cách đó một trăm dặm là đỉnh núi Phân Mao (分茅嶺), chỗ nam bắc chia bờ cõi từ trước.… Tuần (trạm thuế quan) An Lương ở xã An Lương châu Vạn Ninh, dòng sông từ Bạch Long Vĩ (白龍尾) chảy qua xã Minh Quí đến tuần này, lại có một tuần nhánh ở xã Vạn Xuân châu Vạn Ninh."
Sách Hoàng Việt nhất thống dư địa chí của Lê Quang Định viếtː "Từ cửa Tả trấn thành, thuộc huyện An Hưng (tức Yên Hưng) phủ Hải Đông đi đường bộ 14891 tầm 2 thước, đến cầu Thiên Nam, giáp địa giới Khâm Châu của Trung Quốc... (Trong đó từ cửa Tả trấn thành đi) 11722 tầm, đường đi khá bằng phẳng, bên phải là rừng núi liền nhau, bên trái là cát đá ven biển, đến phố An Lương, hai bên phố nhà ngói liền nhau nhưng nay hơi điêu tàn, chỉ còn người Hoa ở lại buôn bán, phía phải phố này có đồn cũ, bên trái có sông nhỏ, đi lên ngả thượng lưu thì đến đầu nguồn động Nà Tô của Trung Quốc, đi xuống đến cửa biển Bạch Long Vĩ, thêm 1364 tầm,  đường đi gập ghềnh, hai bên đều là rừng núi xen nhau, đến cầu Thiên Nam giáp đầu địa giới Khâm Châu của Trung Quốc... Từ cửa hữu trấn thành An Quảng, trước sông Khe Chanh (theo đường thủy đi 81.077 tầm đến cửa biển Bạch Long Vĩ... (Trong đó) 5700 tầm, bên trái là dân cư vạn Mễ Sơn, bên phải là biển lớn, có dãy núi đất, trên núi ấy có ngôi miếu cổ, đến cửa Bạch Long Vĩ."
Sách sử Trung Hoa từng công nhận bán đảo Bạch Long Vĩ thuộc lãnh thổ Đại Việtː Sách Đại Thanh thực lục thì ghiː "...Ngày Tân Mùi, tháng 5, năm Càn Long thứ 15 [ 3/ 7/ 1750]... Tổng đốc Lưỡng Quảng Trần Đại Thụ tâu: "Một dãy Khâm Châu, Long Môn tỉnh Quảng Đông biên giới liền với vùng biển Bạch Long Vĩ nước An Nam. Thương nhân ở nội địa [đất Thanh] qua lại mua bán, gặp việc bất lợi hoặc xảy ra mất mát đều trốn tránh việc phân xử, chỉ nói là bị bọn Phiên trên biển lừa gạt. Lấy hồ sơ cũ tra xét, thấy có ba vụ án, đã qua sự tra hỏi của quan Tổng đốc trước đây là Thạc Sắc, [ba vụ này] đều bị bọn cướp người Di gây ra, đã báo cho Quốc vương An Nam biết, lệnh phải cho người lo lùng bắt bọn phỉ giải đến. Nhưng vì biên giới trên biển mênh mông, ngoài việc thông báo cho các quan Đề đốc, Tổng binh điều tra xem xét, còn sức cho các quan văn võ cai quản vùng ven biển lo liệu đôn đốc việc binh, tăng cường tuần tra, lập kế hoạch dò xét vây bắt.". Nhận được chỉ dụ: " Đó là điều thấy được. Đã biết rồi.""

## Lịch sử

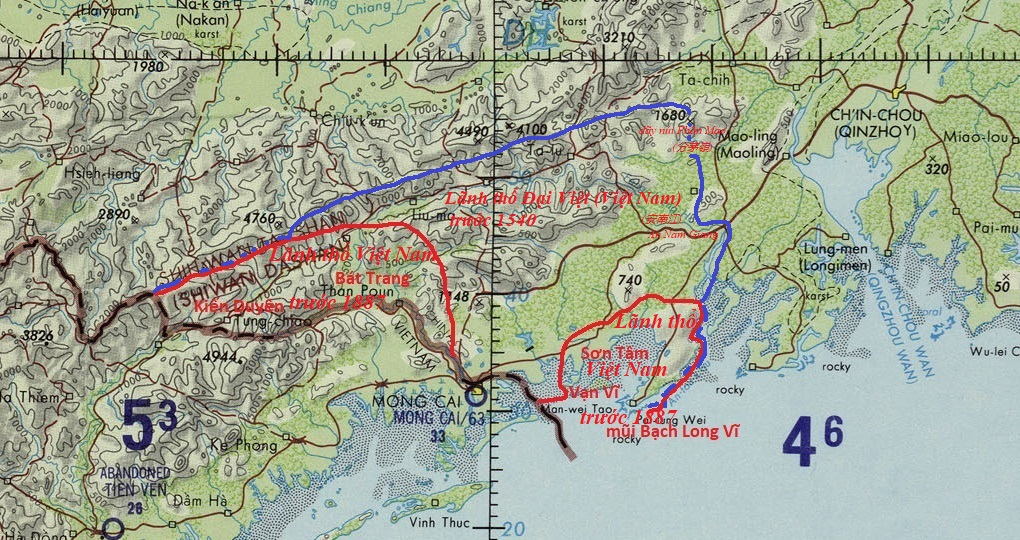
Biên giới phía đông bắc Việt Nam với Trung Quốc qua các thời kỳ phong kiến và hiện đại. Các vùng lãnh thổ đông bắc Việt Nam mất về Trung Quốc.Bản đồ thể hiện phần phía cực đông trên đất liền của: Biên giới Đại Việt (Việt Nam) - Trung Hoa trước năm 1540, Biên giới Đại Nam (Việt Nam) - Đại Thanh (Trung Quốc) trước năm 1887 và Biên giới Việt Nam - Trung Quốc ngày nay. Các vùng lãnh thổ đông bắc Việt Nam mất về Trung Quốc thời nhà Mạc (1540) và thời Pháp thuộc (1887).

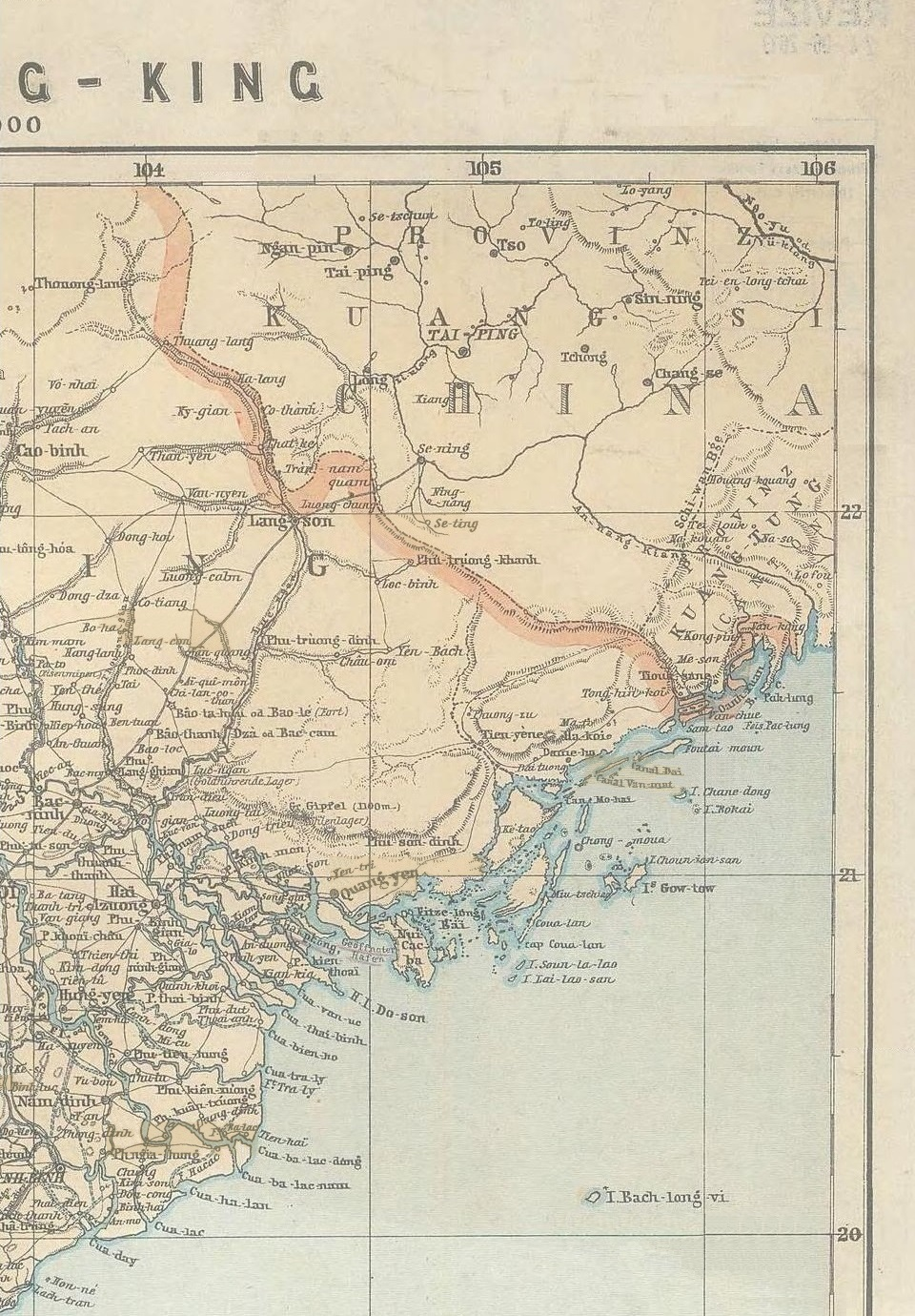
Bán đảo Bạch Long Vĩ thuộc lãnh thổ nước An Nam in trong bản đồ Bắc Kỳ năm 1883.

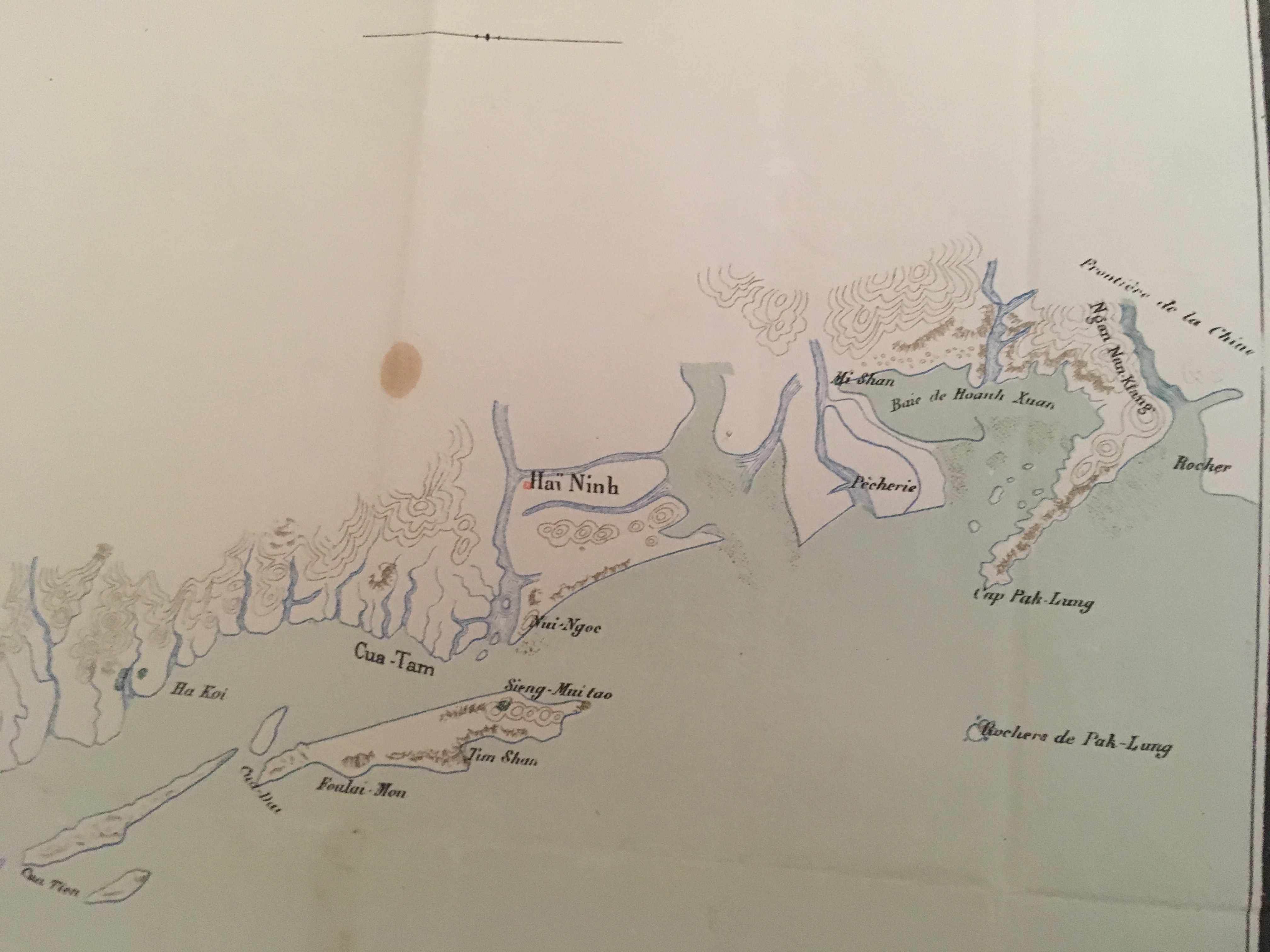
Biên giới Việt-Hoa trên bản đồ của Quân đội viễn chinh Pháp in năm 1885 vẫn ghi nhận biên giới là dòng An Nam Giang (Ngan Nan Kiang) và mũi Bạch Long Vĩ thuộc triều đình nhà Nguyễn

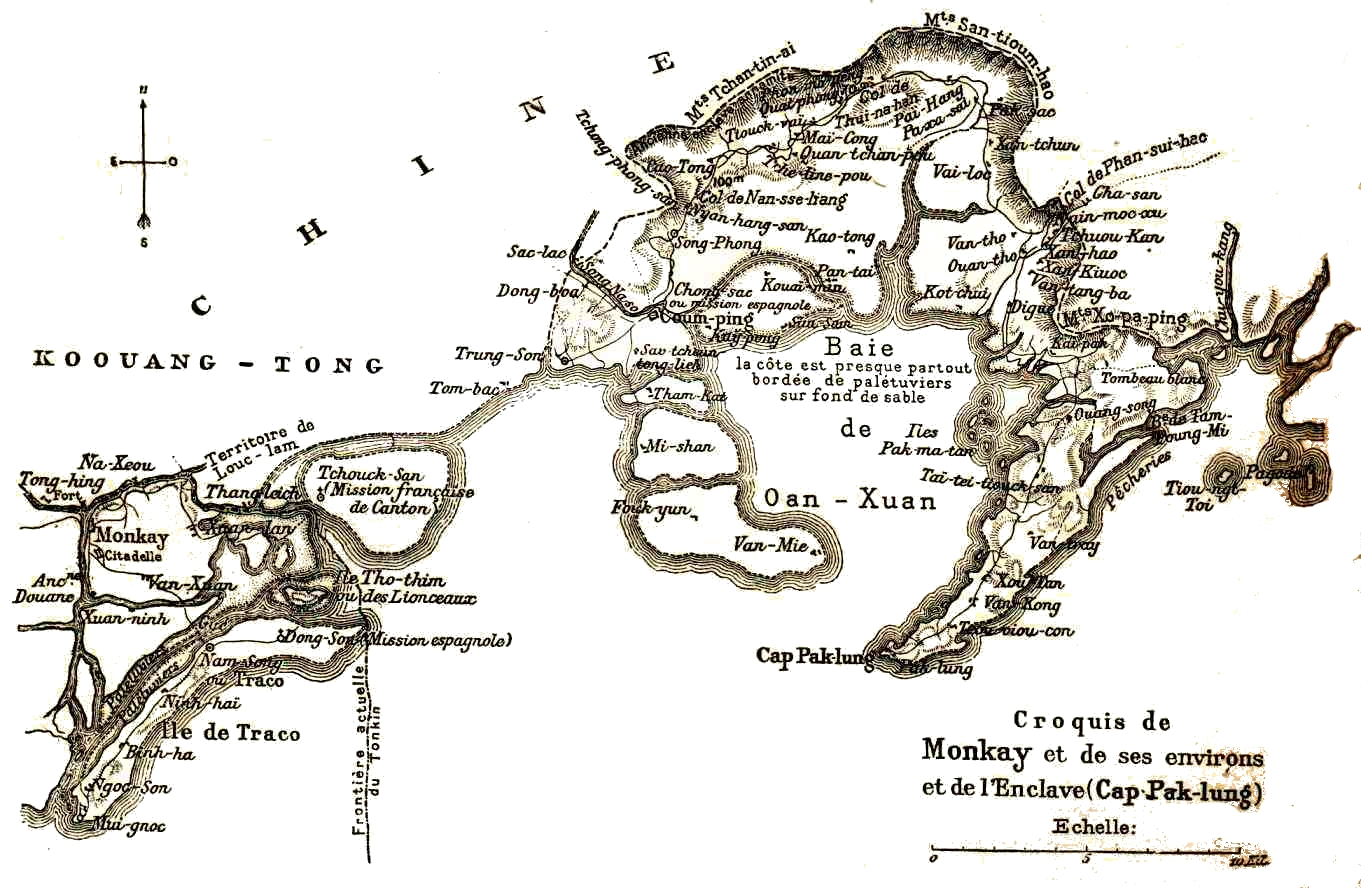
Công ước Pháp Thanh 1887 cắt cho nhà Thanh mũi Bạch Long hay mũi Bạch Long Vĩ (Paklung) thuộc xã An Lương, cùng các làng Mễ Sơn (米山, Mi-shan), Vạn Vĩ (澫尾 hay 萬尾, Van-mie), Mi Sơn tổng Hà Môn phủ Hải Ninh trên bản đồ năm 1888. Biên giới Việt-Hoa chuyển xuống phía nam, tới cửa sông Bắc Luân (sông Ka Long) ở Hải Ninh (Móng Cái).

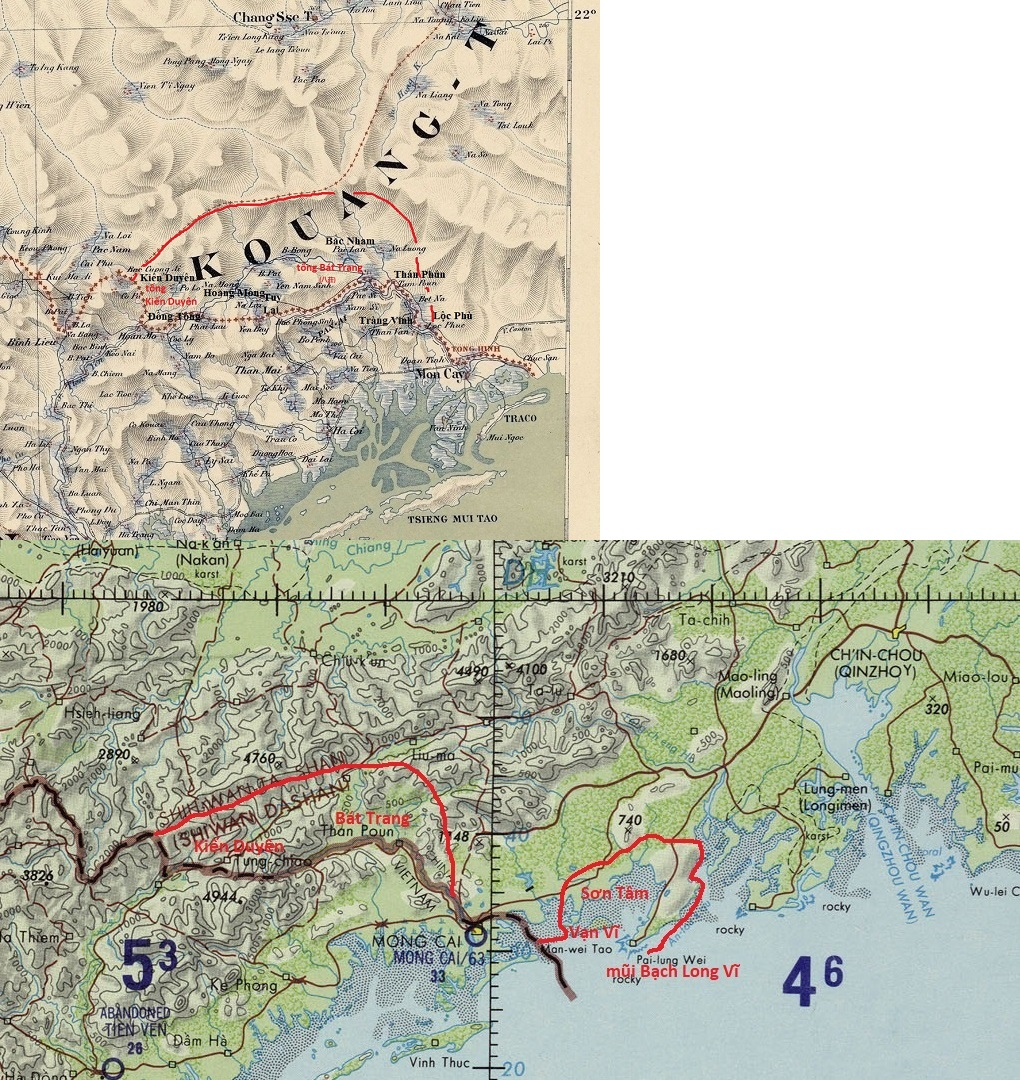
Các phần đất Việt Nam thuộc tỉnh Quảng Yên (Quảng Ninh) bị mất về Trung Quốc sau các công ước Pháp-Thanh 1887 và 1995, là các xãː Bắc Nham, Hoàng Mộng, Tuy Lai, Nật Sơn, Thượng Lại, Cổ Hoằng và Vụ Khê thuộc tổng Bát Trang cùng với các xã Kiến Duyên, Đồng Tông thuộc tổng Kiến Duyên phủ Hải Ninh. Mũi Bạch Long hay mũi Bạch Long Vĩ (Paklung) thuộc xã An Lương, cùng các làng Mễ Sơn (米山, Mi-shan), Vạn Vĩ (澫尾 hay 萬尾, Van-mie), Mi Sơn tổng Hà Môn phủ Hải Ninh trên các bản đồ sau năm 1887 đã bị cắt cho Trung Quốc.

Theo Đại Việt địa dư toàn biên của Nguyễn Văn Siêu thìː Thời Việt Nam bị nhà Minh đô hộ (1407-1427) vùng từ bán đảo Bạch Long Vĩ kéo đến Đông Hưng là đất 6 động thuộc trại (sau là đô) Như Tích là các động Như Tích, An Cát (hay Liêu Cát), Chiêm Lăng, Tư Lẫm, Cổ Sâm, Thời La (hay La Phù). Năm 1427 (triều Minh Tuyên Tông), Lê Lợi kháng chiến thắng lợi. Tù trưởng các độngː Tư Lẫm, Thời La (La Phù), An Cát, và Cổ Sâm phản Minh theo về quy phục Đại Viêt. Năm 1540 niên hiệu Minh Gia Tĩnh thứ 19, Mạc Đăng Dung trả lại cho nhà Minh 4 động đã lấn năm 1427. Nhưng năm 1542, hoạch định lại bờ cõi Đại Việt còn lại 2 động Chiêm Lãng, Thời La (La Phù). Như vậy 4 động nhà Mạc trả nhà Minh làː Như Tích, Tư Lẫm, An Cát, Cổ Sâm. Đất đai các động Tư Lẫm, Như Tích, An Cát, Cổ Sâm nay là khoảng các hương, trấnː Đông Hưng (trấn), Mã Lộ (马路镇), Na Thoa (那梭镇), Hoa Thạch (华石镇), và Mao Lĩnh (茅岭乡) của thành phố Phòng Thành Cảng (Mao Lĩnh là vùng đất quanh núi Phân Mao, nơi từng được cho là địa điểm dựng cột đồng Mã Viện). Nguyễn Văn Siêu dẫn sách Dư địa thắng ký của Trung Hoa cho biếtː Trại Như Tích cách Khâm Châu 160 dặm về phía tây, cách châu Vĩnh An thuộc Giao Chỉ 20 dặm, trên núi Đại Sơn hiểm trở, xưa từng đặt đồn để cai quản 7 động thuộc trại. Theo đó thì lỵ sở của đô Như Tích ở khoảng nay là giữa các hương trấn Mã Lộ của huyện Đông Hưng và Na Thoa của quận Phòng Thành thuộc Phòng Thành Cảng. Trong bài "Sách lược ngoại giao của nhà Mạc" (Tạp chí Cửa biển, số 75/2004), tác giả Ngô Đăng Lợi đã trích dẫn sách "Khâm Châu chí" của Trung Quốc cho rằng: "Bảy động Chiêm Lăng, Thì La, Tư Lặc, Liêu Cát, Cổ Sâm, Tư Lẫm, La Phù (tức là những xứ đất dọc biên giới Việt –Trung mà nhà Minh đòi nhà Mạc phải trả lại) nguyên là đất quận Thì La, Chiêm Lăng, Như Tích đời Tuyên Đức nhà Minh, bọn Hoàng Kim Quảng, trưởng động Tư Lẫm làm phản chiếm cứ Tư Lẫm, La Phù, Cổ Sâm, Liêu Cát, nhân đó uy hiếp cả động Tư Lặc cùng tuần ty kênh Phật Đào gồm 9 thôn, đăng dài hơn 200 dặm phụ về nước An Nam…". Vùng bán đảo Bạch Long Vĩ tới Giang Bình của Đông Hưng thuộc phạm vi đất đai 2 động Chiêm Lãng, Thời La (La Phù), nay là khoảng các hương trấn Giang Sơn (江山乡) và Giang Bình (江平镇) thành phố Phòng Thành Cảng, vào đầu thế kỷ XV còn hoang vắng hầu như không có dân cư, sau đó người Việt từ Đồ Sơn Hải Phòng đến Trà Cổ Quảng Ninh Việt Nam di cư tới sinh sống, hình thành nên cộng đồng Kinh tộc ở đây. Theo tài liệu bằng chữ Nôm mà người Kinh còn lưu giữ trong một ngôi đình của họ, tổ tiên của Việt tộc tam đảo đã từ vùng Đồ Sơn (ngày nay thuộc Hải Phòng, Việt Nam) đến vùng đất tam đảo này vào năm Hồng Thuận thứ ba (Hồng Thuận tam niên) thời nhà Lê sơ (1511) với khoảng hơn 100 người trong số 12 dòng họ khác nhau.
Các làng xã cổ người Việt từ cuối thế kỷ XIX trở về trước trên vùng địa đầu Bạch Long Vĩ này (tức là vùng các hương
trấn Giang Sơn, Giang Bình của Trung Quốc ngày nay) có thể là các làng xã sauː 
- Tại bán đảo Bạch Long Vĩ có xã An Lương, xã Minh Quý, làng Vạn Công,... xưa thuộc các tổng Vạn Ninh, Hà Môn châu Vạn Ninh phủ Hải Ninh tỉnh Quảng Yên Việt Nam, nay thuộc địa bàn Giang Sơn.
- Trên vùng Tam Đảo (đối diện mũi Bạch Long Vĩ qua phía tây vịnh Vạn Xuân), là các làng xã thuộc tổng Hà Môn châu Vạn Ninhː Vạn Vĩ, Mễ Sơn, Mi Sơn, xã Phú Yên,... Trên bờ bắc vịnh Vạn Xuân có thể là xã Đông Giang, Trường Bình (Trường Sơn), Sơn Tâm thuộc tổng Hà Môn châu Vạn Ninh phủ Hải Ninh tỉnh Quảng Yên. Vùng này nay là địa bàn thị trấn Giang Bình huyện Đông Hưng thành phố Phòng Thành Cảng.